# Edyr Augusto
Edyr Augusto Proença (Belém, 1954) é um escritor e jornalista brasileiro.
Foi radialista e professor de jornalismo. É dono de uma emissora de rádio e escreveu crônicas para o jornal Diário do Pará

## Obras publicadas
- 1998 - Os Éguas (Boitempo)

Sobre "Os Éguas", diz Relivaldo Pinho, o primeiro acadêmico a analisar suas obras, "é o primeiro romance de Edyr Augusto e é o primeiro romance que representa Belém do Pará sob as características de uma cidade completamente diferente do que antes a prosa representou. Desconheço um livro regional, anterior ao fim da década de 1990, que tenha como cenário uma urbanidade amazônica tão decadente, decrépita, violenta e corrupta, como a demonstrada pelo paraense Augusto".
- 2001 - Moscow (Boitempo)
- 2004 - Casa de Caba (Boitempo)
- 2008 - Um Sol para Cada Um (Boitempo)
- 2014 - Selva Concreta (Boitempo)

"Selva concreta". "Com uma escrita de parágrafos curtos, entremeados por ações simultâneas e linguagem coloquial, vamos passando pela Belém que, de certa forma, é aquela que surgiu nos últimos vinte anos. As histórias são típicas, mas de uma tipicidade do cotidiano contemporâneo, dos fatos que enchem os jornais, da decrepitude de uma cidade que já se quis a Paris dos trópicos. É lamentável? É. Mas a literatura de Proença não lamenta a cidade, ela a representa. Repleta de gente e do mal. É claro que Belém não é apenas isso, mas esse isso não é mera invenção literária".
- 2013 - Belém (Asphalte), tradução de Os Éguas - Prêmio Caméléon da Universidade de Lyon[7]
- 2015 - Pssica (Boitempo)
- 2020 - Belhell (Boitempo)[8]

### Poesia
- 1992 - Surfando na Multidão (CEJUP)
- Navio dos Cabeludos
- Rei do Congo
- Incêndio nos Cabelos
- O Tempo do Cabelo Crescer
- Ávida Vida

### Traduções
Em francês:
- 2013 - Belém (Asphalte), tradução de Os Éguas - Prêmio Caméléon da Universidade de Lyon[7]
- 2014 - Moscow (Asphalte)
- 2015 - Nid de Vipères (Asphalte), tradução de Casa de Caba
- 2017 - Pssica (Asphalte)
- 2021 - Casino Amazonie (Asphalte), tradução de Belhell